# Oberdorf (Stollberg)
Oberdorf ist ein Ortsteil der Großen Kreisstadt Stollberg im sächsischen Erzgebirgskreis.

## Geografie

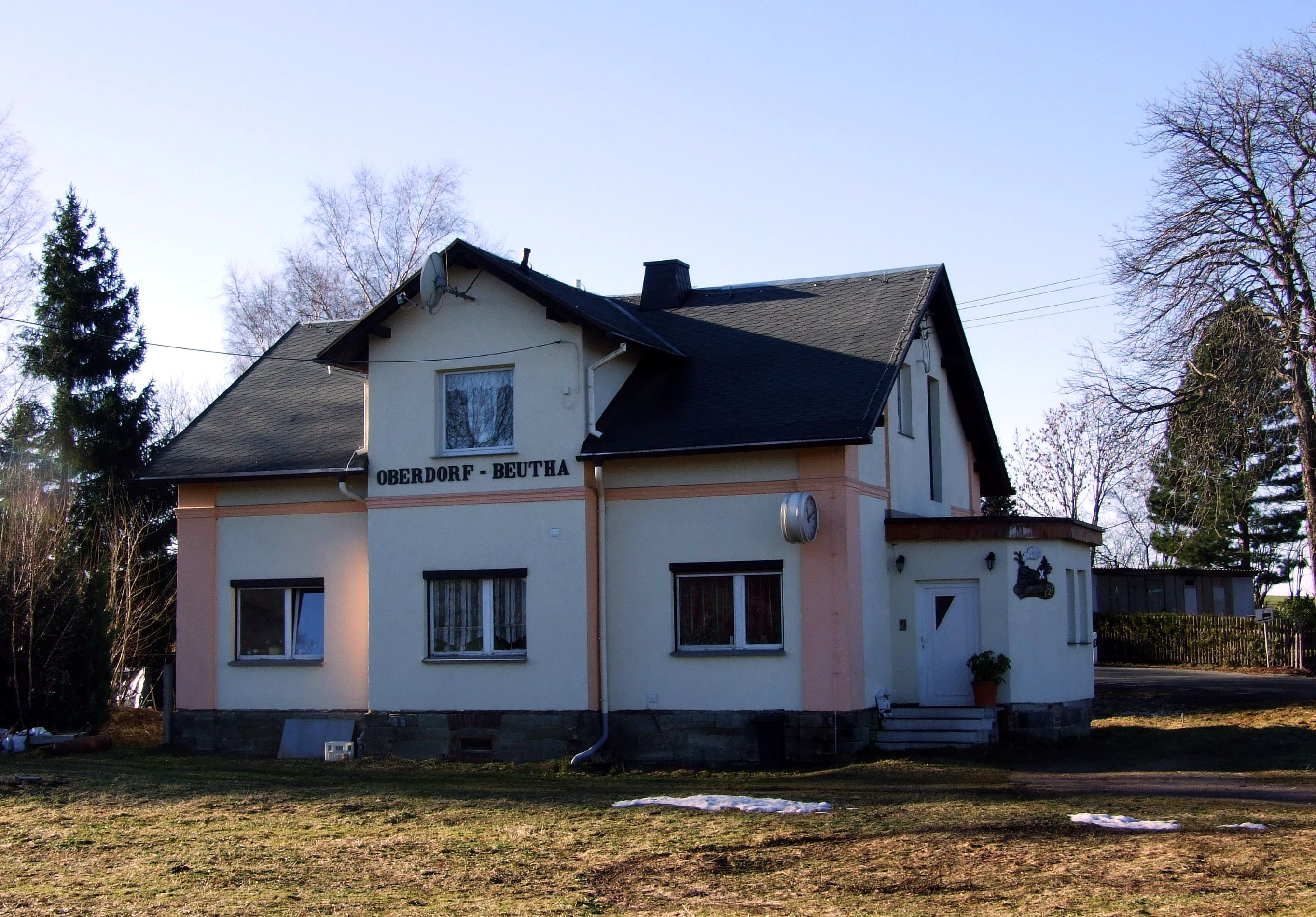
Ehemaliger Bahnhof Oberdorf-Beutha

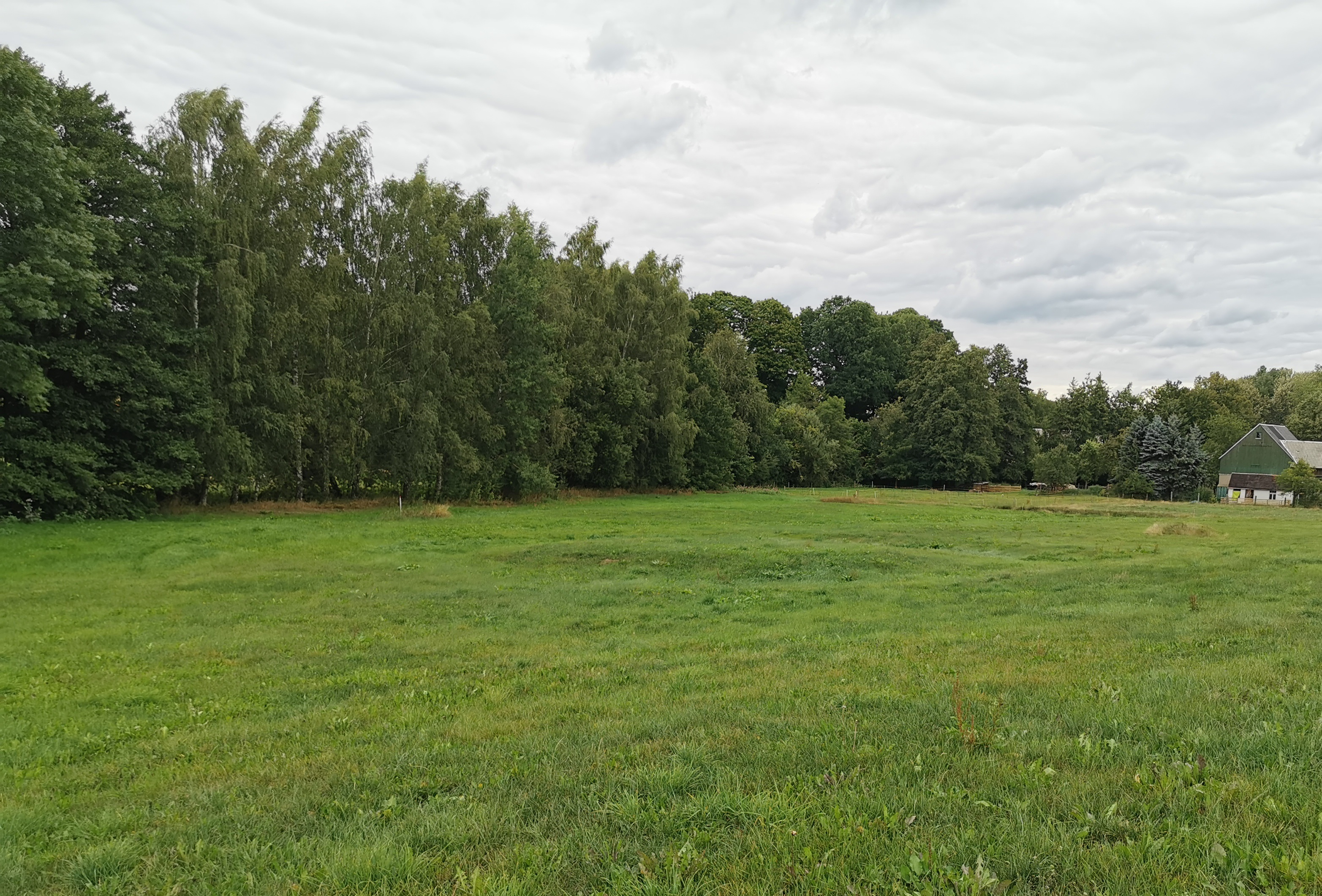
Wasserburg

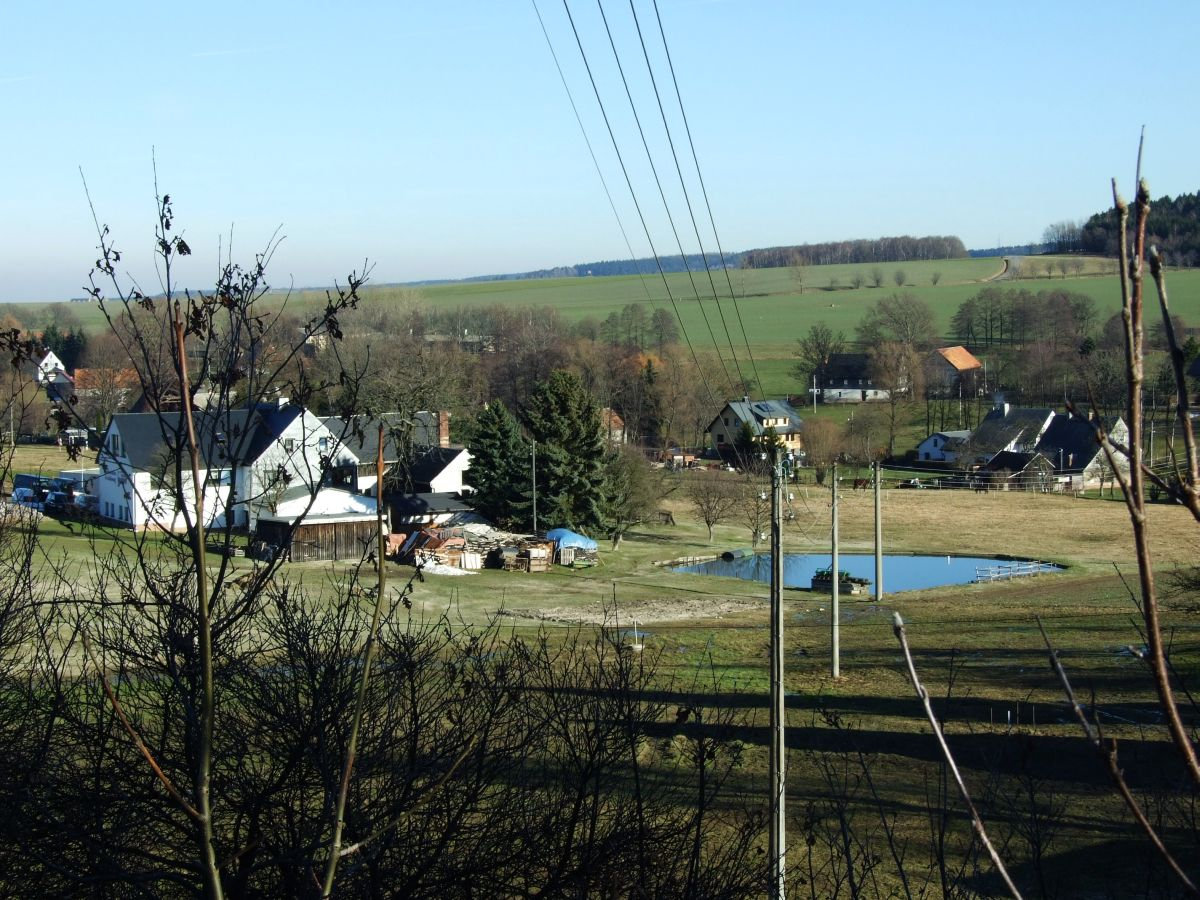
Blick auf den oberen Teil von Oberdorf

### Lage
Das doppelreihige Waldhufendorf Oberdorf liegt im Westerzgebirge am Oberdorfer Bach, einem Zufluss zum Gablenzbach. In der Bachaue befinden sich zahlreiche Teiche. Durch die Ortslage führt eine Verbindungsstraße von Mitteldorf nach Beutha. Von 1895 bis 1967 bestand mit dem an der Bahnstrecke Zwönitz–Chemnitz Süd gelegenen Bahnhof Oberdorf-Beutha Anschluss ans Eisenbahnnetz.

### Nachbarorte
| Neuwürschnitz | Stollberg                                   | Mitteldorf |
| Thierfeld     | Kompassrose, die auf Nachbargemeinden zeigt | Gablenz    |
| Beutha        | Grüna                                       |            |

## Geschichte

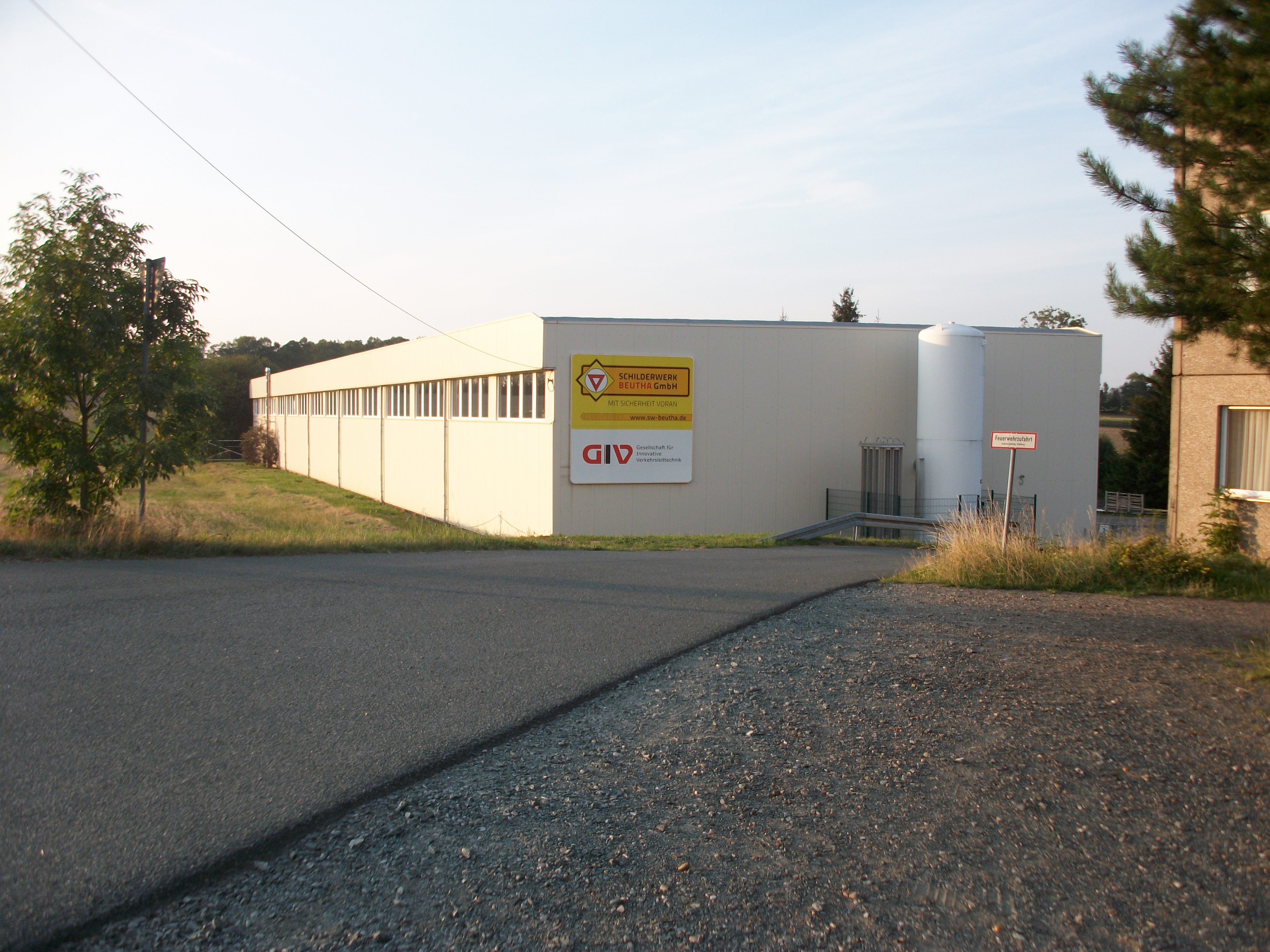
Schilderwerk Beutha, Werk Oberdorf

Die Ersterwähnung als Obernndorff stammt aus dem Jahr 1447, obwohl es sich vermutlich um eine Dorfanlage aus dem 12. oder 13. Jahrhundert handelt. Der Ortsname unterscheidet sich von den ebenfalls bei Stollberg gelegenen, aneinandergereihten Dörfern Mittel- und Niederdorf. Oberdorf ist fast ausschließlich bäuerlich geprägt. Die Anlage des Waldhufendorfs ist zum Teil sehr weiträumig, so dass die Bauernhäuser einen Abstand von bis zu 350 m zueinander haben. Ein Teil der Flur stammt von der Wüstung Mark Wittendorf. Im Staats- und Postlexikon von Sachsen sagt August Schumann über Oberdorf: „Es hat gegen 40 Häuser, 1 Mühle von 1 Gange und 200 Einwohner, welche nach Stollberg eingepfarrt sind.“ Im 19. Jahrhundert wurde eine Nebenschule der Stollberger Schule im Dorf eingerichtet.
Bis 1875 gehörte Oberdorf zum Amt Stollberg. Von 1875 bis 1910 gehörte es zur Amtshauptmannschaft Chemnitz, danach bis 1950 zur Amtshauptmannschaft Stollberg. Nach Auflösung des Kreises Stollberg im Jahre 1950 kam Oberdorf bis zur Neugründung des Kreises Stollberg im Jahre 1952 zum Kreis Aue.
Während der DDR schlossen sich die zur LPG „Abendrot“ zusammengeschlossenen Bauern der LPG „Aktivist“ in Mitteldorf an. Die KAP Stollberg-West unterhielt im Dorf eine Instandsetzungswerkstatt.
Die Eingemeindung nach Stollberg erfolgte am 1. Januar 1974.

### Mittelalterliche Wasserburg
Im Jahr 1999 wurde bei einer archäologischen Flugprospektion die Überreste einer Wasserburg aus dem 13./14. Jahrhundert entdeckt. Heute sind noch das Plateau des Turmhügels mit einem Durchmesser von 15 m und der dazugehörige Graben erkennbar. Die Wasserburg weist insgesamt einen Durchmesser von ungefähr 35 m auf. Es liegen keine schriftlichen Quellen oder archäologischen Ausgraben vor. Da sich die Wasserburg auf dem ehemaligen Gemeinde-Anger befindet, wird eine bäuerliche Nutzung (Sicherung von bäuerlichen Gut) vermutet.

## Entwicklung der Einwohnerzahl
| Jahr | Einwohnerzahl                                      |
| ---- | -------------------------------------------------- |
| 1552 | 20 besessene Mann, 22 Inwohner                     |
| 1764 | 20 besessene Mann, 1 Gärtner, 4 Häusler, 8 ½ Hufen |
| 1834 | 199                                                |
| 1871 | 252                                                |

| Jahr | Einwohnerzahl |
| ---- | ------------- |
| 1890 | 309           |
| 1910 | 359           |
| 1925 | 365           |
| 1939 | 386           |

| Jahr | Einwohnerzahl |
| ---- | ------------- |
| 1946 | 442           |
| 1950 | 493           |
| 1964 | 444           |